# Développement architectural de Saint-Pétersbourg avant 1917
Le développement architectural de Saint-Pétersbourg avant 1917, et particulièrement celui de son centre historique, a permis de former un complexe métropolitain des plus importants du XVIIIe siècle au XXe siècle. Sur le territoire de la Russie, Saint-Pétersbourg est devenue la première grande ville moderne sur le territoire de l'Europe, la capitale la plus jeune qui soit.
Les particularités de l'architecture de Saint-Pétersbourg sont la régularité réfléchie du bâti, la proportionnalité de l'ensemble architectural urbain, la prise en compte de l'influence discrète de l'environnement, la polyphonie harmonieuse des divers styles architecturaux, la combinaison des mentalités régionales avec celles de la capitale, l'intégration des enclaves urbaines dans une seule unité, qui est l'agglomération de Saint-Pétersbourg.

## Étapes de base du développement de la ville

### Contexte de la construction

#### Conditions géologiques
L'emplacement que Pierre le Grand avait choisi pour édifier la ville était loin d'être commode.
Sur le territoire de Saint-Pétersbourg, la roche se trouve à une profondeur de 200 m à 300 m si bien qu'il n'est pas possible de l'utiliser pour asseoir les fondations. De plus, un peu au nord de la ville, se trouve un point de jonction entre la plaque russe et d'autre part le bouclier cristallin scandinave. Cela rend la surface du territoire dangereuse du fait de la possibilité de secousses sismiques. Des failles géologiques existent même sous la ville.
Les anciennes roches sédimentaires solides et les moraines se trouvent à une profondeur de 20-30 mètres. Ce sont elles que traversent en grande partie les tunnels du métro de Saint-Pétersbourg. Ces couches sont presque toujours recouvertes de sol limono-argileux, saturé d'eau et ne dépassant pas 0,15 Mpa de pression, ce qui rend la construction sur ces sédiments difficiles. Sur ces
sédiments sont construits des bâtiments qui sont là depuis des dizaines voire des centaines d'années. Pour compacter les fondations, des pieux d'une longueur de 6 à 8 mètres sont utilisés qui diminuent la déformation des bâtiments. Mais il peut arriver dans certains cas que les pieux soient aspirés et enlisés dans le sous-sol. Une partie importante du sous-sol de la ville est constituée de sédiments du delta de la Neva, d'eau de la nappe alluviale et de sable.
À l'époque de Pierre le Grand, il n'était pas possible de calculer la robustesse des fondements sur lequel étaient bâtis les immeubles. La technologie de l'époque ne permettait pas non plus d'enfoncer de longs pieux, de déplacer de grandes quantités de terres ou d'alluvions. Une partie des bâtiments sont dès lors affectés par des déformations, des fissures. La cathédrale Saint-Isaac de Saint-Pétersbourg s'est tassée d'une dizaine de centimètres et s'incline par rapport à son axe. Il a fallu corriger en renforçant les fondations au moyen de pieux.

#### Conditions hydrologiques

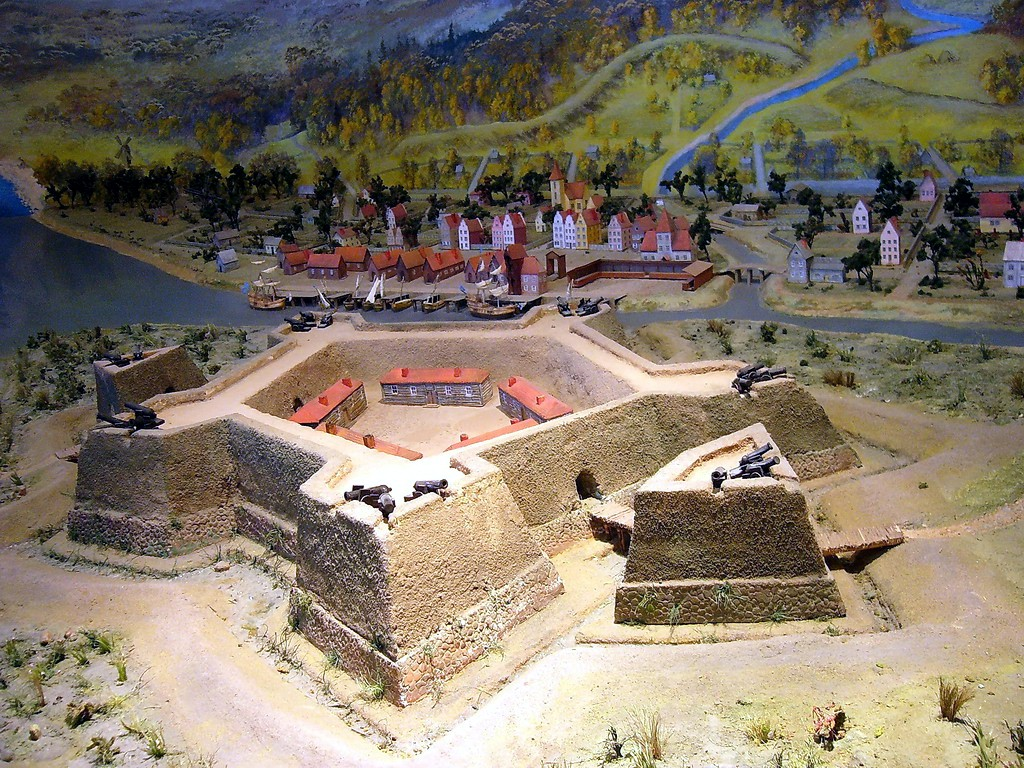
Place forte suédoise de Nyenskans

Jusqu'à récemment, le territoire de la ville était menacé d'inondations importantes, atteignant 4 mètres et selon les anciennes chroniques dépassant les 7 mètres. Les Suédois, qui détenaient l'Ingrie pendant le XVIIe siècle, connaissaient les inondations de la Neva et ne construisaient pas dans le bas delta du fleuve. La place-forte de Nyenskans se trouvait dans un endroit relativement élevé sur l'Okhta, affluent de la Neva, en face de l'actuel Institut Smolny; c'est là qu'il avait été projeté de construire le centre d'affaires Okhta-centre. Selon la chronique suédoise,, en 1691 se produisent de très grandes inondations, dans lesquelles disparurent les habitants de l'Île aux Lièvres (où sera construite la forteresse Pierre-et-Paul en 1703).
Il faut savoir que les inondations de Saint-Pétersbourg se produisent habituellement à l'automne. Or l'endroit pour la Forteresse Pierre-et-Paul a été choisi en mai. Il est possible que Pierre le Grand n'ait pas tenu compte du danger malgré la fait qu'en août 1703 l'eau débordait déjà de 2 mètres. Mais l'expérience du tsar en matière de défense par des barrages de plaine, qu'il avait acquise en Hollande peu avant, ainsi qu'en matière d'édification de digues sur des berges basses en mer d'Azov ont probablement joué un rôle dans ses choix d'implantation.

#### Contexte géopolitique

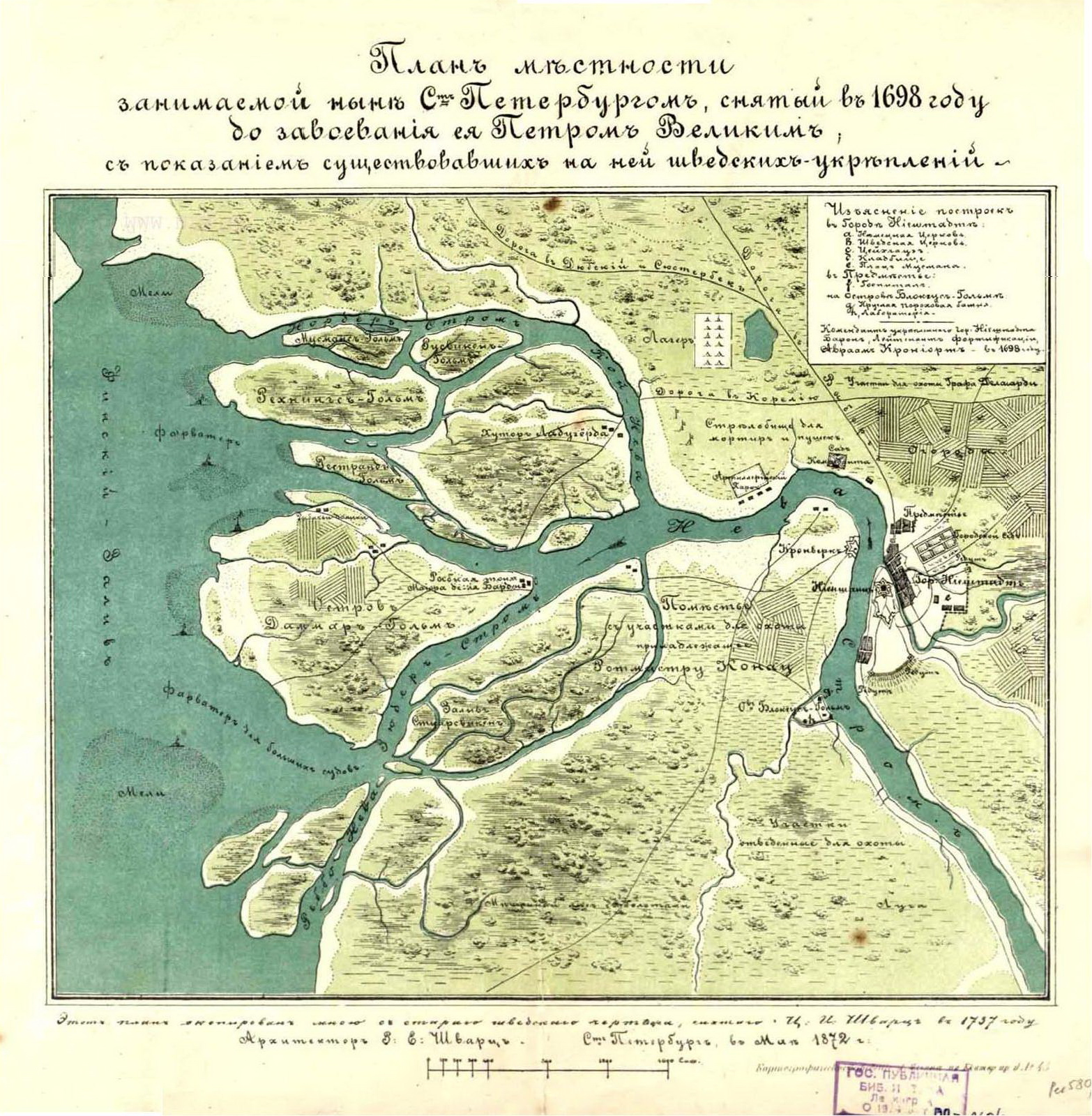
Plan de la région, occupée plus tard par la ville de Saint-Pétersbourg. Établi en 1698 par le commandant de la citadelle Nyenskans, Avraam Kroniort, traduit par T. I. Chravtsa/Шварца, 1737.

Les recherches archéologiques sur le territoire de Saint-Pétersbourg ont permis de découvrir des sites occupés par l'homme de l'époque néolithique, de l'âge du fer, par des populations d'Ingrie, de Carélie, de Varègues, de Novgorod, de Finlande, de Suède. L'âge de certains sites en Ingrie dépasse les 8 000 ans.
La région historique de l'Ingrie, située sur les rives de la Neva avait une importance stratégique essentielle depuis des siècles. Pour la Russie, c'était le chemin le plus court pour accéder à la Baltique et en Europe de l'Ouest.
C'est la raison qui décida Pierre Ier de Russie, en août 1700, en violation du traité de Kardis, à déclarer la guerre à la Suède. Pour procurer une route vers l'Europe de l'Ouest il fallait un port de mer, des chantiers navals, des citadelles, c'est-à-dire une ville sur la Neva. Il n'y avait pas d'autres options pour le tsar. 

### Fondation de Saint-Pétersbourg

#### Début de la fondation
En 1701, à Moscou, est créée l'école du génie qui forme des ingénieurs militaires et des sapeurs. Beaucoup d'élèves de cette école ont participé à la construction des fortifications sur la Neva. Pour les fortifications au sein de l'armée du tsar, Joseph-Gaspard Lambert de Guerin répond à l'appel de son souverain. De même Vassili Kortchmine. Ce seront eux qui dirigeront bientôt plus tard la construction de la forteresse Saint-Pierre-et-Paul.
Les premières fortifications sur la Neva, le tsar Pierre Ier ne les a pas fait construire, mais les a prises: ce sont les citadelles de Nöteborg (prise en octobre 1702) et de Nyenskans (prise en 1703).
Le tsar, alors âgé de trente ans, prend part, le 12 mai 1703, à la bataille dans l'embouchure de la Neva, avec Alexandre Danilovitch Menchikov. Dès la victoire, le nom de la citadelle de Nöteborg est immédiatement modifié en Chlisselbourg, et celui de Nyenskans en Schlotburg. Une semaine plus tard, le tsar et Lambert de Guerin ont déjà choisi l'emplacement de l'Île aux Lièvres dans le delta de la Neva pour construire la Forteresse-de-Pierre-et-Paul. Lambert de Guerin a tracé les contours d'un hexagone irrégulier avec des bastions saillants qui occupent presque toute l'île. Menchikov est nommé gouverneur-général de Saint-Pétersbourg et en même temps de l'Ingrie.

#### Premiers édifices

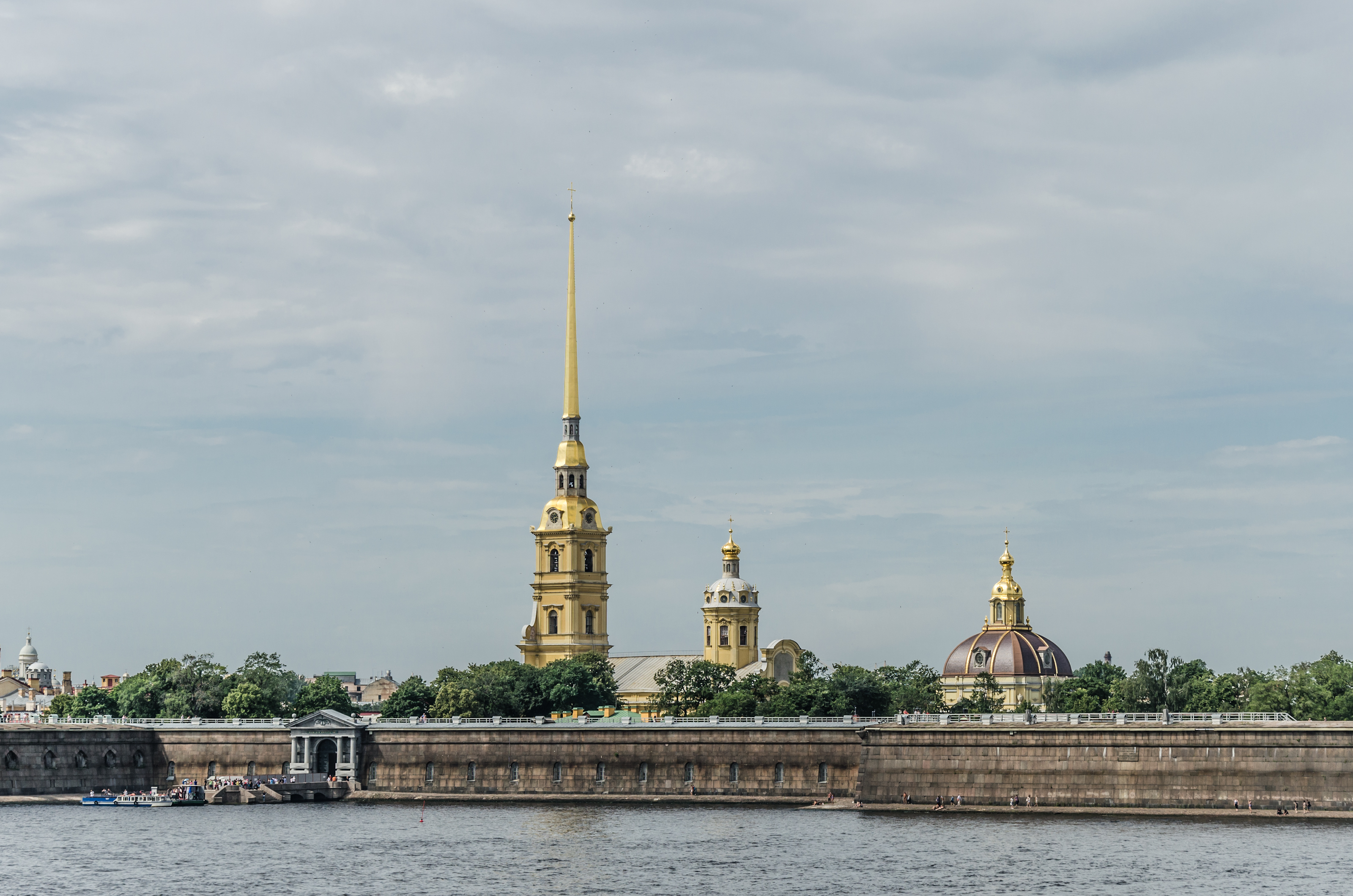
Vue actuelle de la Forteresse Pierre-et-Paul

La Forteresse Pierre-et-Paul est considérée comme premier édifice construit de la ville et est fondée le 16 mai 1703. Elle est appelée Saint-Pétersbourg, nom qui sera donné ensuite à l'ensemble de la ville. La même année, un ponton en bois est construit au-dessus du Canal Kronverksky qui reçoit le nom de Petrovski (actuellement Ioannovski) et qui est le premier pont de la ville. En 1706, il est remplacé par des pilotis. En 1704-1705, depuis l'ouest et l'est de la citadelle est amenée de la terre sur le ravelin Alekseevski. En 1705-1708, du côté le plus dangereux, le nord, pour protéger la forteresse principale, est ajouté un kronverk derrière lequel est créé un glacis. À cet endroit se trouve aujourd'hui le parc Alexandrovski. L'hiver de la même année les premiers forts sont construits dans la baie de la Neva.

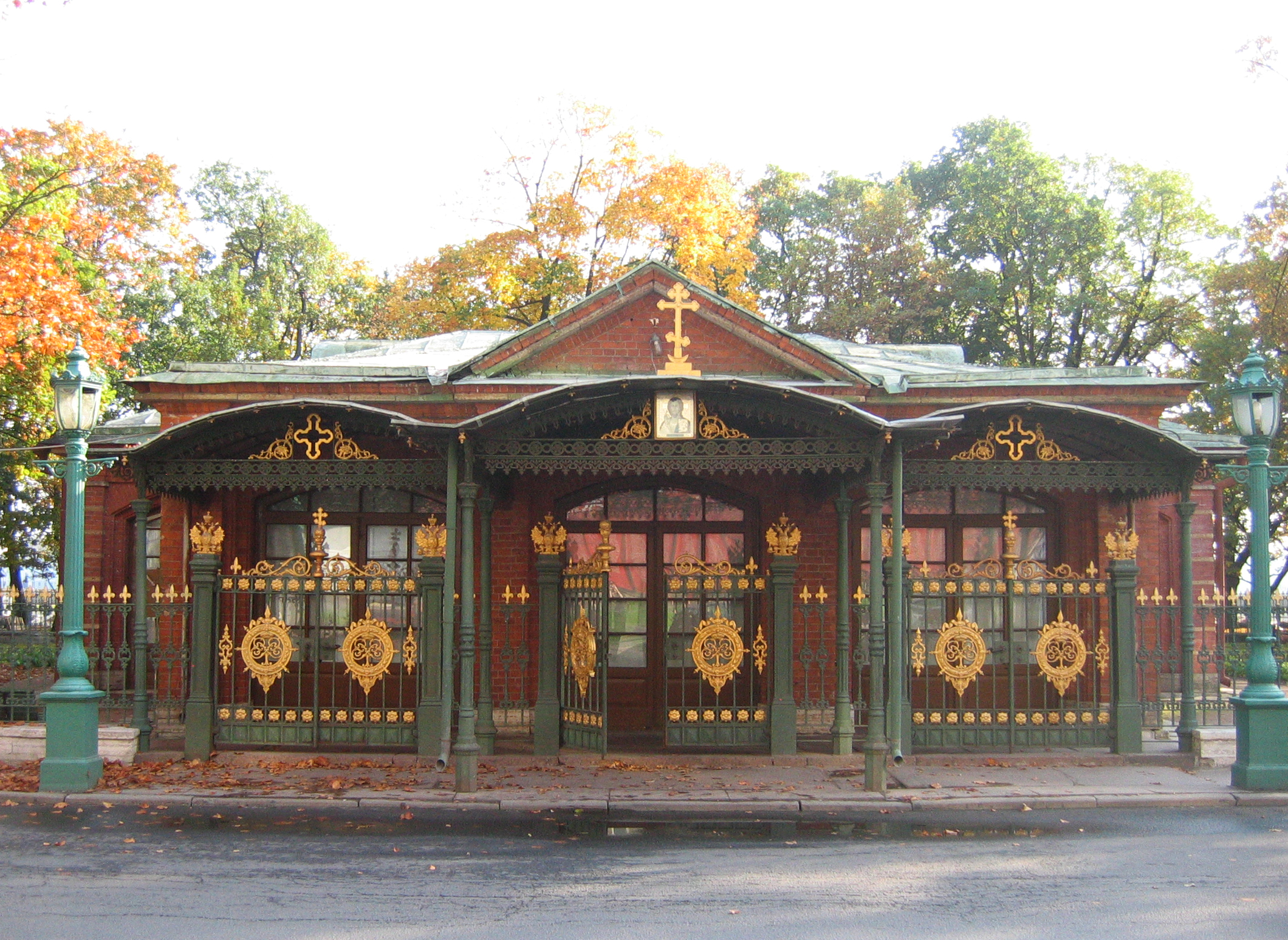
maisonnette de Pierre I

Le premier bâtiment achevé dans la ville est la maisonnette de Pierre Ier sur l'île de Petrograd (anciennement en finlandais: île des bouleaux), qui a été construite en trois jours le 27 mai 1703.
En novembre 1704, sur la rive gauche de la Neva, est construite une deuxième forteresse, l'amirauté de Saint-Pétersbourg, transformée plus tard à plusieurs reprises. Cette forteresse protégeait les chantiers navals du côté sud. Les premiers dessins ont été réalisés par Pierre Ier lui-même, tandis que la construction a été supervisée par le nouveau commandant de la ville Robert Bruce (ru). Au-delà des murs de la citadelle sont installés des glacis là où maintenant se trouve le Jardin d'Alexandre.

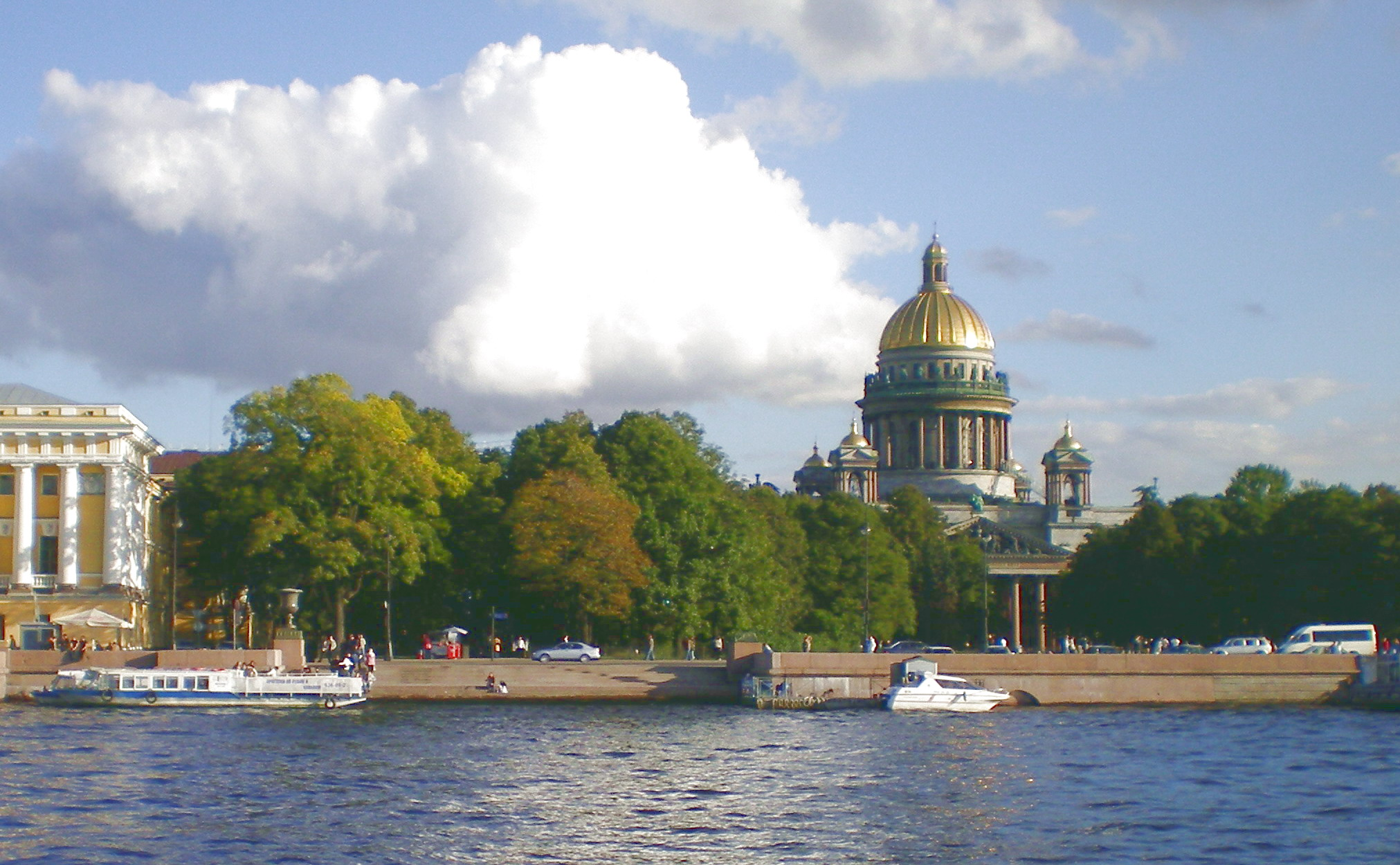
Jardin d'Alexandre

C'est ainsi que de 1703 à 1711 les principales fonctions de la ville étaient remplies par les fortifications et les chantiers navals. Il lui manquait la création d'infrastructures administratives, résidentielles, commerciales et de transport. Il manquait aussi deux choses capitales : des routes et une population. Mais Pierre le Grand a conservé jusqu'à la fin de sa vie le principe de base de sa nouvelle capitale : une construction en pierre telle qu'il en avait vu en visitant l'Europe de l'Ouest. Cependant, à la différence des anciennes villes européennes et de leur configuration dense, la partie nord du territoire a permis de créer des rues larges et droites, de construire des canaux. Cela va constituer, plus tard, un des fondements de l'architecture de Saint-Pétersbourg.
Toutefois, à la fin de la décennie, la bataille de Poltava se déroule en Ukraine en 1709. Les Suédois sont vaincus et n'attaqueront plus la forteresse de Saint-Pétersbourg. La ville va se développer vers d'autres perspectives.

### Début du développement régulier, première moitié duXVIIIesiècle

#### Capitale de la Russie
Après la bataille de Poltava, l'occupation de l'Estonie suédoise et du duché de Courlande et Sémigalie, la prise de Vyborg et de Priozersk, Saint-Pétersbourg n'est plus un avant-poste. Aux environs de 1710 commence la construction régulière de la ville. Au début, Pierre le Grand a suivi une planification traditionnelle en Russie: sur l'île de la ville (appelée auparavant île des bouleaux, puis de la Trinité, puis de Pétersbourg et aujourd'hui Petrogradski) il prévoyait des propriétés du tsar, de notables et d'autres domaines. Pour assurer le développement des projets exemplaires sont développés. Pierre le Grand émet des décrets sur la réinstallation obligatoire de milliers de familles nobles et de marchands sur l'île de Kotline et à Pétersbourg.
Le centre de la ville s'est formé, au début, non pas sur la rive gauche de la Neva, mais sur l'île Petrogradski. La première place de la ville était la place de la Trinité, nommée ainsi en souvenir de l'église en bois de la Sainte Trinité (disparue aujourd'hui). Le quartier situé autour de l'Amirauté et le long de la Grande Neva voyait de nombreuses constructions se réaliser. 
Le matériau prédominant dans la construction en Russie est à cette époque le bois. On en fait des murs, des toits, des pieux. La construction en bois est interdite en 1712. Mais la pierre est un matériau rare et cher et la fabrication de briques cuites est encore imparfaite. Pour accélérer la construction en pierre à Saint-Pétersbourg, Pierre le Grand publie en 1714 un oukase interdisant les constructions en pierre à la seule exception de la ville de Saint-Pétersbourg. L'oukase subsiste jusqu'en 1728.
En 1712, Pierre le Grand transfère sa capitale de Moscou à Saint-Pétersbourg. Les dimensions de la ville atteignent 12 км2 et la population s'élève à 8 000 habitants . Mais la nouvelle capitale diffère fort de l'ancienne. La nécessité apparaît de choisir une stratégie de développement basée sur une planification urbanistique.

#### Premiers plans généraux

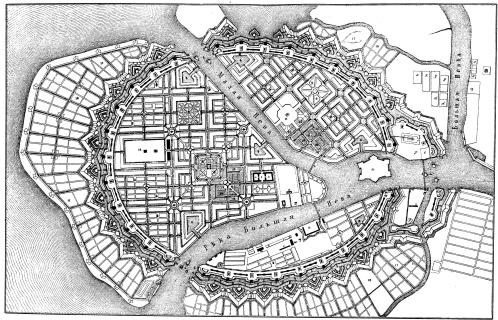
Plan général de la ville/ Jean-Baptiste Alexandre Le Blond

Pierre le Grand examine divers projets qui se contredisent, reprend certains choix et en élimine d'autres. Le travail principal est réalisé par Domenico Trezzini. Ces projets associent une règlementation stricte du développement, un système commun de disposition rectangulaire, des exigences communes pour les bâtiments.
- Dans la première variante (janvier 1712), la capitale n'est pas située à Saint-Pétersbourg, mais sur l'île de Kotline (en finnois Retusaari), où dès 1704 est édifiée la ville de Kronstadt. Sur l'île, il divise les espaces en un réseau rectangulaire de rues et de canaux formant des quartiers résidentiels et des espaces publics.
- La deuxième variante (1712) envisageait aussi un déploiement rectangulaire des rues, mais sur la rive gauche de la Neva (plus tard le Moskovskaïa storona, approximativement de la perspective Liteïny au Jardin de Tauride). Sa construction s'est poursuivie jusqu'en 1714, puis a été arrêté, mais le tracé rectangulaire autour de cette avenue a subsisté jusqu'à nos jours.Jardin de Tauride

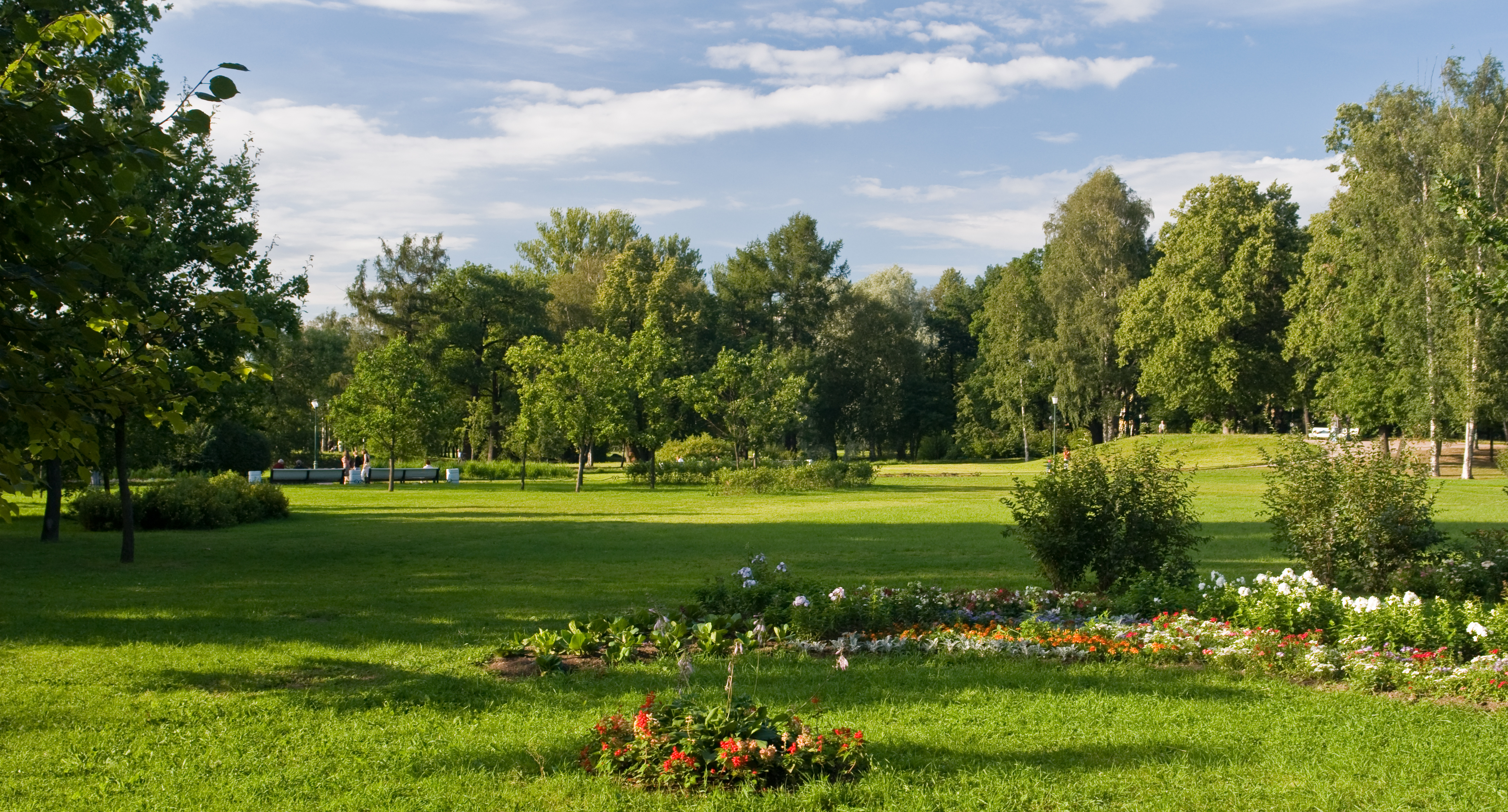
Jardin de Tauride

- D'après la troisième variante (1714), qui n'a pas été suivie, la ville s'étendait dans le quartier nord de Vyborskaïa storona.
- La quatrième variante (1715) crée une division en rectangle sur l'Île Vassilievski[11].

En 1716 et 1717, Pierre le Grand fait un voyage en Europe, où il rencontre des architectes français et italiens. À la demande du tsar, Jean-Baptiste Alexandre Le Blond établit le premier plan général de Saint-Pétersbourg. Ce plan grandiose présentait la ville dans un aspect ovale, divisé par un réseau rectangulaire de rues et de canaux. C'était la première proposition de créer dans la ville plusieurs ensembles architecturaux dont le centre aurait été l'Île Vassilievski. L'idée de Le Blond est acceptée, mais son plan ne l'est pas. Pierre estimait que Saint-Pétersbourg ne devait pas restreindre ses fortifications, ni combler et réaménager divers canaux, ni détruire la plupart des bâtiments déjà construits. C'est pourquoi Pierre est revenu à des versions antérieures. Néanmoins, sur base de l'idée de Le Blond et en liaison avec la constitution de corps de police urbaine, le 25 mai 1718, cinq unités administratives sont constituées: celle de l'île de Petrograd, celle de l'île de l'Amirauté, celle de l'île Vassilievski, celle de la Moskovskaïa storona, et celle de la Vyborskaïa storona . La frontière sud de la ville passe dans ce plan général le long de la rivière Moïka.

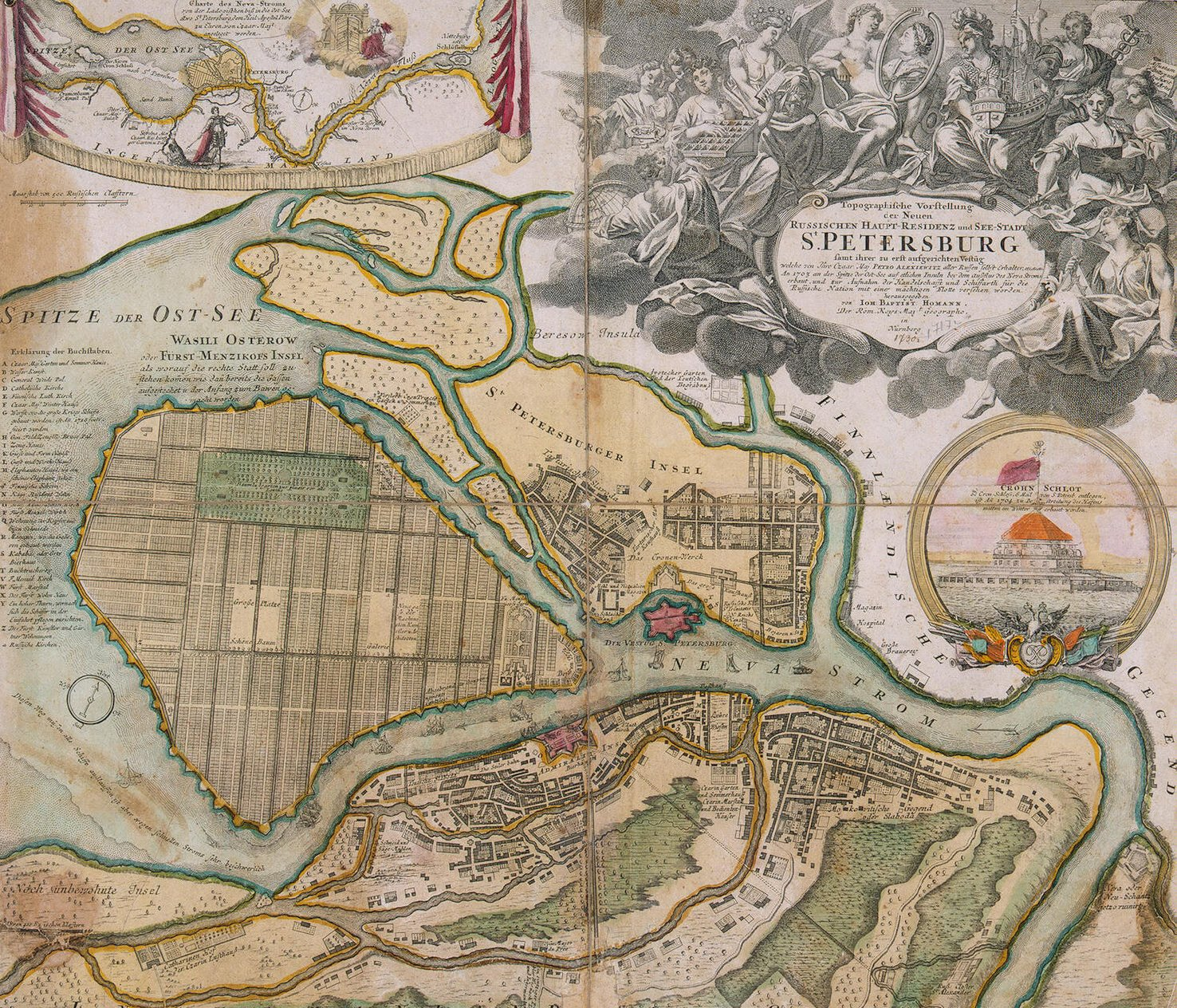
Plan topographique de Saint-Pétersbourg vers 1720. Une partie du projet de Domenico Trezzini est déjà indiquée

Le développement de l'île Vassilievski se poursuit suivant le plan de D. Trezzini avec ses lignes orthogonales. Du côté de l'Amirauté, c'est au début Georg Mattarnovi en 1718 puis Nicolaus Härbel en 1719 qui proposent le système en forme d'axes qui sera à la base des constructions du centre ville. Les cinq axes (appelés perspectives) de Härbel ce sont actuellement la rue Galernaïa, la rue Vossnessenski, la rue Gorokhovaïa, la perspective Nevski et la rue Millionnaïa qui partent de la Place du Palais (Saint-Pétersbourg).
Durant la même période, les territoires suburbains sont activement développés. En 1714 débute la réalisation du Palais de Peterhof, en 1720 le Palais Constantin à Strelna, on construit des routes et des canaux. Depuis 1712, la route Moscou-Saint-Pétersbourg est tracée, et depuis 1719 existe un canal de contournement autour du lac Ladoga. 

#### La capitale impériale
Après la fin de la Grande guerre du Nord en 1721, l'Ingrie, par le traité de Nystad, appartient à la Russie et Pierre le Grand proclame la création de l'Empire russe avec Saint-Pétersbourg comme capitale. Les exigences en matière d'exigence urbanistique s'accroissent. Les plans d'aménagement de certaines parties de la ville sont révisés, mais la
composition fragmentée de l'ensemble subsiste.
La tentative de Pierre le Grand de réinstaller les habitants de la ville sur base de leur profession n'est pas ce qui a été le plus heureux. Ainsi, sur l'île de l'Amirauté sont regroupés les ouvriers des chantiers naval, sur l'île Gorodski, les officiers de garnisons, sur l'île Vassilevski les marchands et les nobles. Des berges sont aménagées pour les palais de la noblesse. En 1720—1721, des oukases sont promulgués au sujet de la réinstallation des habitants dans les maisons déjà construites, mais ils ont été mal exécutés. Ces oukases restèrent en vigueur officiellement jusqu'en 1761, date à laquelle ils sont révoqués.
À partir de 1722, les travaux sur la Strelka de l'île Vassilievski s'intensifient. La construction en pierre se poursuit. Des implantations allemandes, grecques, finlandaises, et autres apparaissent. La population de la ville atteint le chiffre de 40 000 habitants. Les architectes étrangers qui ont travaillé avec Pierre le Grand ont eu l'occasion d'intégrer des plans audacieux mais ils ne correspondaient pas toujours avec les problèmes posés.

#### Développement de la ville de 1725 à 1736
Après la mort de Pierre le Grand en 1725 et celle de sa veuve l'impératrice Catherine Ire en 1727, le développement de Saint-Pétersbourg ne s'est pas arrêté mais a ralenti considérablement. La construction de la Cathédrale Pierre-et-Paul (1712—1733), la réalisation du Jardin d'été, d'autres projets à Peterhof, à Kronstadt, à Strelna en sont autant d'exemples. Cependant, en 1728, la cour impériale retourne à Moscou. L'empereur Pierre II ne s'intéresse pas aux affaires publiques, et encore moins à la construction de Saint-Pétersbourg. Il meurt à 15 ans en 1730.
C'est Burckhardt Christoph von Münnich qui sauve la situation en sa qualité de gouverneur-général de 1728 à 1734. Il ne permet pas le déclin de la capitale du nord : il réalise l'assèchement des marais du sud-est, améliore les routes en directions de Moscou, crée des berges le long de la Neva et de la Moïka. La frontière sud de la ville atteint la Fontanka. Mais la principale innovation de von Münnich est le transfert effectif du centre de la ville à l'île de l'Amirauté, bien que, sans se départir des croquis de Pierre Ier, il poursuive la réalisation d'un complexe urbain sur l'Île Vassilievski. Les murs de pierre de la Forteresse Pierre-et-Paul sont en cours de construction. Von Münnich poursuit encore la construction de routes à Vyborg, à Arkhangelsk, Moscou. Sous l'impératrice Anne, il retourne à sa carrière militaire.

#### Politique urbaine unifiée

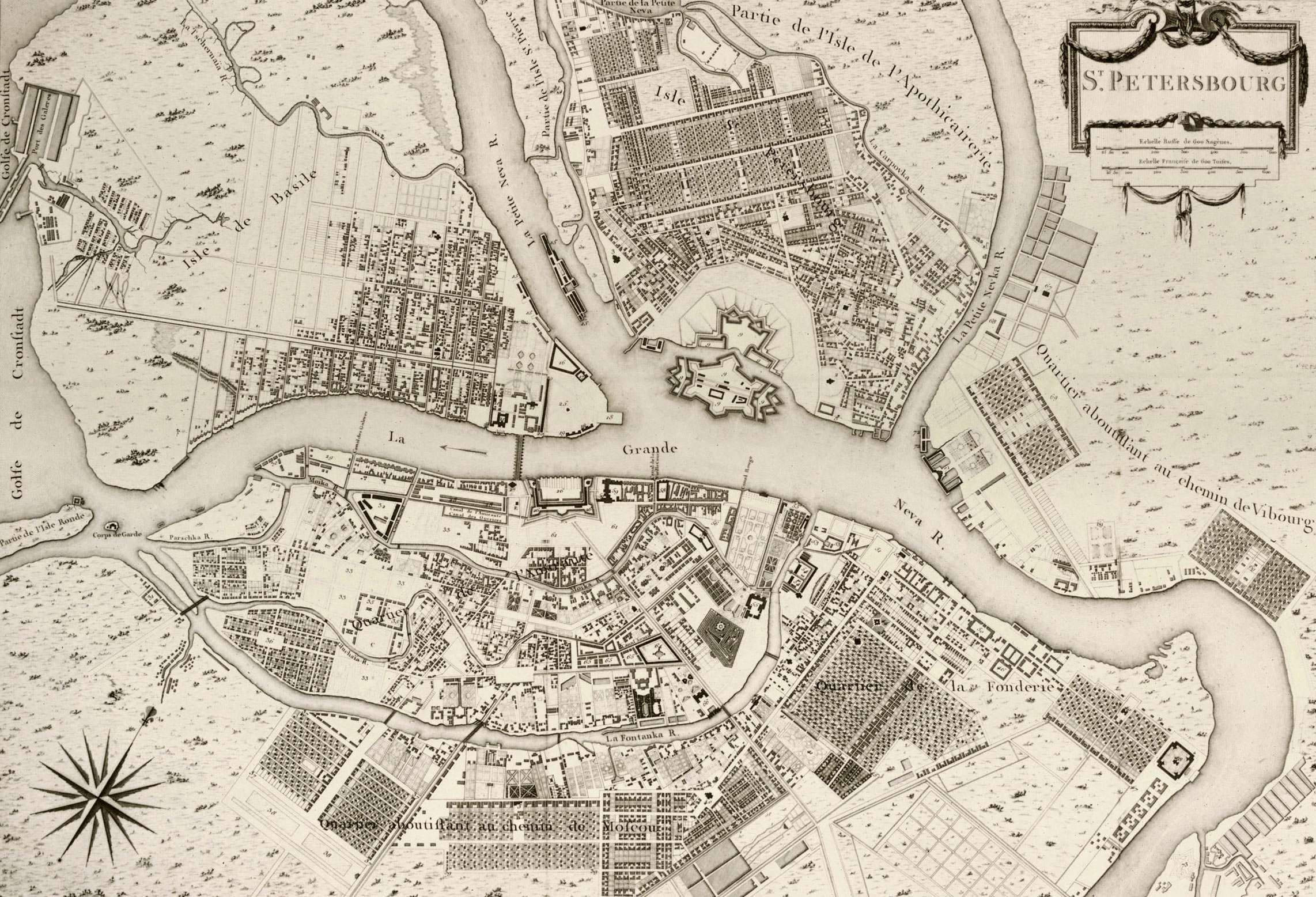
Plan А. F. Trouskota, 1753

En 1736 et en 1737, Saint-Pétersbourg est dévastée par des feux dont l'origine est un incendie criminel. La plupart des constructions en bois sont détruites. Le nouveau chef de la police de la ville, Vassili Saltykov (1675-1751) instaure une Commission de la construction de Saint-Pétersbourg (1737—1746), qui élabore un nouveau plan de la ville axé sur douze perspectives. L'architecte principal de la commission est Piotr Eropkine Conformément à la division administrative de la ville, la commission distingue cinq parties régies suivant une politique urbanistique unique et établit des projets de planification du district. Selon ceux-ci, trois perspectives ou avenues convergent vers la flèche de l'Amirauté.
En 1738, selon un oukase décrété par l'impératrice Anne, la Moïka est approfondie, les berges sont fortifiées au moyen de pieux.
En 1737, le quartier de la perspective Liteïny et les slobodas d'Okhta (sur la rive droite de la Neva) entrent dans les frontières administratives de la ville. La Commission élabore des plans pour Okhta et les quartiers Vyborgskaïa (au nord). Dans le quartier de Moscou est choisi un site pour établir des régiments militaires (rue Fourchtatskaïa et rue Mokhovaïa et d'autres encore). L'Académie des sciences de Saint-Pétersbourg prend part à la création de cartes de la ville et à l'étude de projets urbanistiques.
En même temps que la création d'ensembles architecturaux, de palais et d'église, de modestes bâtiments en bois sont encore élevés et les zones des datchas urbaines sont agrandies. La population de la capitale atteint le chiffre de 70 000 habitants, ce qui est encore modeste par rapport aux villes d'Europe occidentale.
En 1749, sous la direction d'un sociétaire de l'Académie des sciences de Saint-Pétersbourg, Ivan Trouskott, est réalisé un plan général de la capitale Saint-Pétersbourg, parfois appelé plan Mikhaïl Makhaev parce que c'est ce dernier, qui réalise les gravures de l'édition de 1753. C'était un projet d'apparat pour l'image de l'impératrice Élisabeth Petrovna.

### Seconde moitié duXVIIIesiècle— début duXIXesiècle

#### 1762—1780. Urbanisation compacte
En 1762, par un oukase décrété par Catherine II est créée la Commission pour l'organisation des villes de Saint-Pétersbourg et de Moscou, qui est appelée plus tard Commission des constructions en pierre de Saint-Pétersbourg et Moscou. En 1769, celle-ci réalise des projets urbanistiques pour toute la ville, établit des limites stables au développement urbain dans les banlieues et les zones encore agricoles de la périphérie (ces dernières ne sont pas constructibles). C'est ainsi que l'étendue de la capitale a pu être limitée afin de favoriser le développement des parties centrales. En revanche en 1766 et 1767, le territoire de la ville a légèrement diminué. Une série de zones urbaines ont été déclarées zones de banlieue: la Peterbourskaïa storona après Kronverk, l'île Vassilievski après la petite perspective, la rive gauche de la Fontanka (Alexandre Nevski, Liflianskoe, banlieue de Moscou).

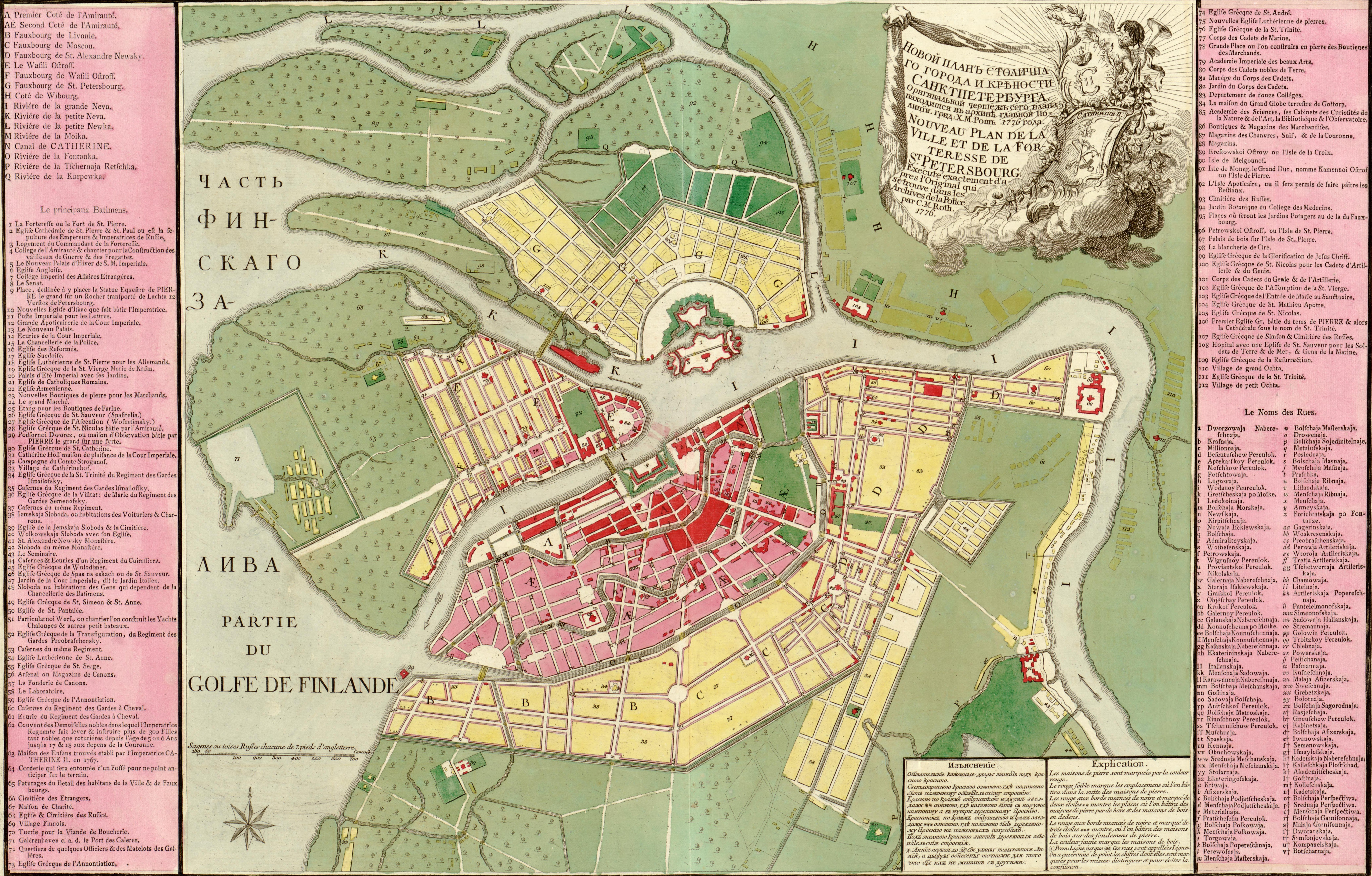
Nouveau plan de Saint-Pétersbourg 1776

En 1763 est annoncé un concours en vue de dresser un plan directeur pour Saint-Pétersbourg, dont le résultat est resté inconnu. En 1765, des restrictions sont imposées à la hauteur des bâtiments qui ne peuvent dépasser la hauteur de (10 sagènes, soit environ 21,3 mètres). Lors de l'installation d'entreprises industrielles, les projets de construction doivent être approuvés. Entre la Grande Neva et la Fontanka il était interdit de construire des bâtiments en bois. En 1769 la commission compléta les plans d'urbanisme d'une partie de la ville et de ses banlieues, sur base desquels de 1769 à 1776 un nouveau plan directeur consolidé est mis en vigueur. Alexeï Kvassov joue un rôle majeur dans la création de l'aspect urbanistique du plan. Il développe l'édifice circulaire de la Place du Palais, les plans d'une partie de l'Amirauté, les berges de la Fontanka. Un système de mise à jour continue du plan est créé : les variantes datent de 1769, 1776, 1792, 1796

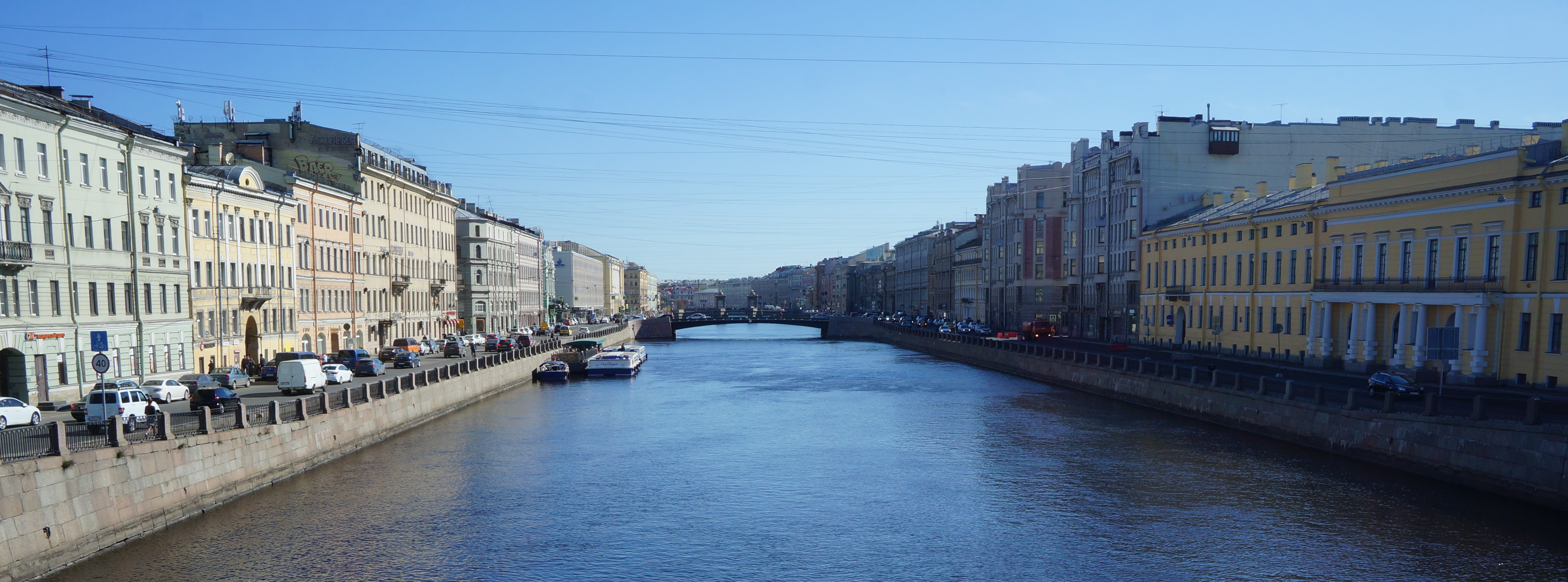
Saint-Pétersbourg le pont Lomonossov sur la Fontanka (2)

Les grandes inondations de l'année 1777 à Saint-Pétersbourg ont obligé à affiner le plan directeur dans les années 1777 à 1779 sous la direction de l'ingénieur et architecte Friedrich Bauer pour protéger la ville.

#### 1780—1795. Commission
Dans les années 1780 et 1790, la commission mentionnée est appelée Commission sur la route en pierre Saint-Pétersbourg-Moscou. Elle est dirigée durant cette période par une architecte académicien Ivan Starov et un auteur de nombreux travaux scientifiques Ivan Lem. Elle met l'accent sur le développement de l'urbanisme et le contrôle des activités du projet par les architectes de l'état. La construction en pierre s'est répandue, des ensembles ont été créés sur les places et les rues principales de la ville. Dans les slobodas militaires sont construites des casernes. Le nombre total des habitants a triplé en un demi-siècle et, à la fin du XVIIIe siècle, il s'élevait à 220 000, trois fois moins que Paris quatre fois moins que Londres, mais plus que Rome.
À cette époque, la division du travail se renforce entre les architectes et les entrepreneurs de constructions. Les étapes d'un projet architectural sont plus précisément distinguées, en établissant des plans généraux et le dessin des façades, mais pour toute la création architecturale. Les architectes se concentrent sur la mise ne œuvre des projets, puis pendant la construction, exercent davantage de missions de supervisions.

#### 1796—1815. Développement extensif
La courte période de règne de l'empereur Paul Ier (1796-1801) est marquée par la réunion de slobodas de banlieue au territoire de la ville, la liquidation de la Commission sur les bâtiments en pierre, la création du Bureau des bâtiments urbains qui s'occupe des projets et constructions financés par le Trésor public. En 1798, un plan de reconstruction des routes au nord de la capitale est remis au point. Il concerne 1 140 verstes de voirie.
Au début du règne d'Alexandre Ier (1801-1825), l'expansion de la ville progresse à nouveau. En 1802, dans les limites du développement urbain sont incluses de nouvelles zones pour lesquelles des plans généraux sont établis. Sur la partie ouest de l'île Vassilievski il est prévu de construire un port de mer (le Port de croisière de Saint-Pétersbourg n'existe que depuis 2008). Aux entrées principales de la ville s'ouvrent des boulevards. Dans les années 1808-1809, un nouveau recueil de projets est établi et un Comité pour les constructions urbaines est constitué.

#### 1816—1835. Ensemble unique

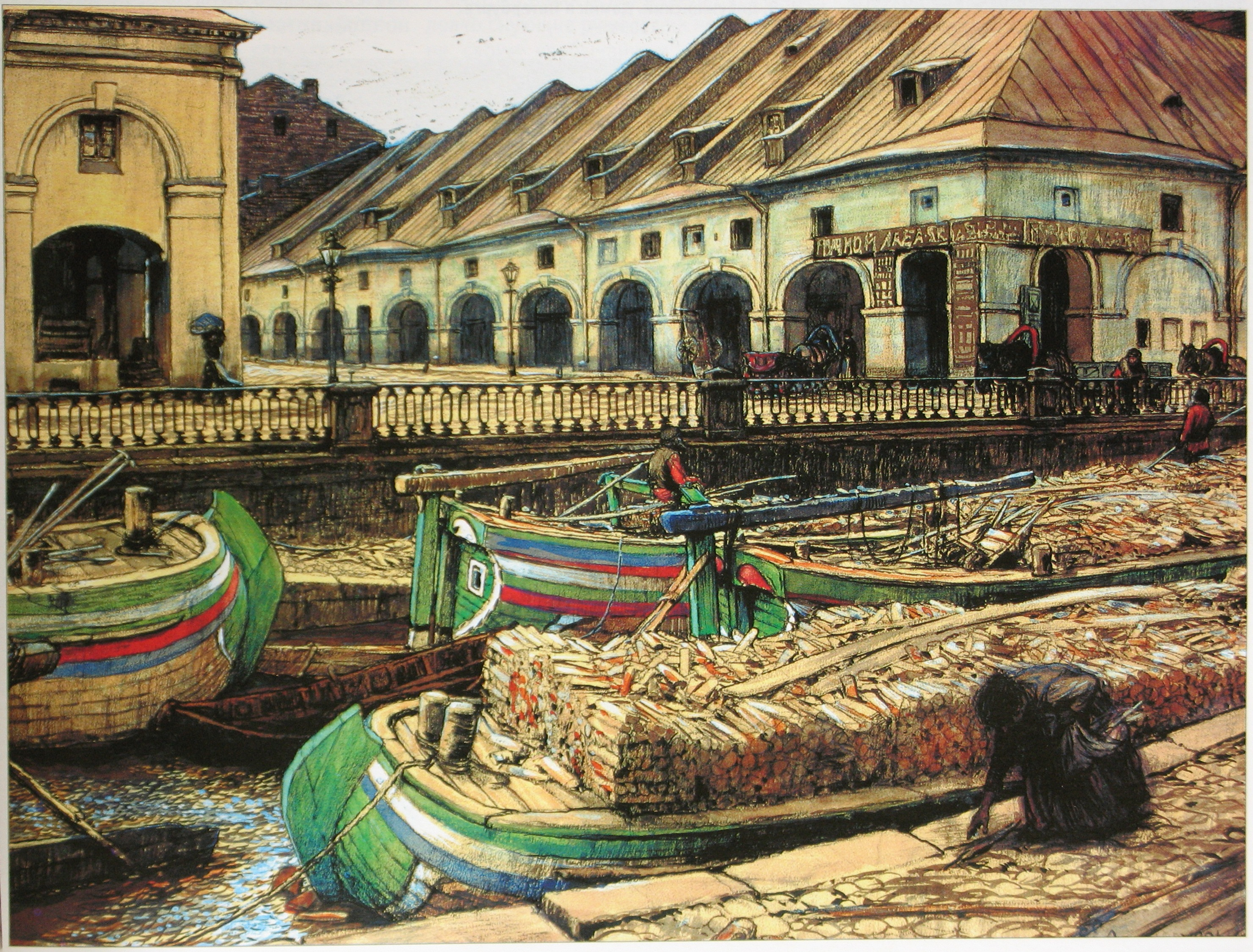
Eugène Lanceray/ [Marché Nikolski] à Saint-Pétersbourg. 1901

La Campagne de Russie de 1812 interrompt quelque temps le développement de la capitale. À cette époque, l'architecture de Saint-Pétersbourg était fortement influencée non pas tant par l'architecture européenne que par le climat victorieux dans les guerres contre Napoléon. Dès 1816, est créé un Comité des bâtiments et des ouvrages hydrauliques dont le premier président nommé est l'architecte-ingénieur Agustín de Betancourt. Le Comité doit promouvoir la transformation de Saint-Péterbsourg en l'une des plus belles villes d'Europe.

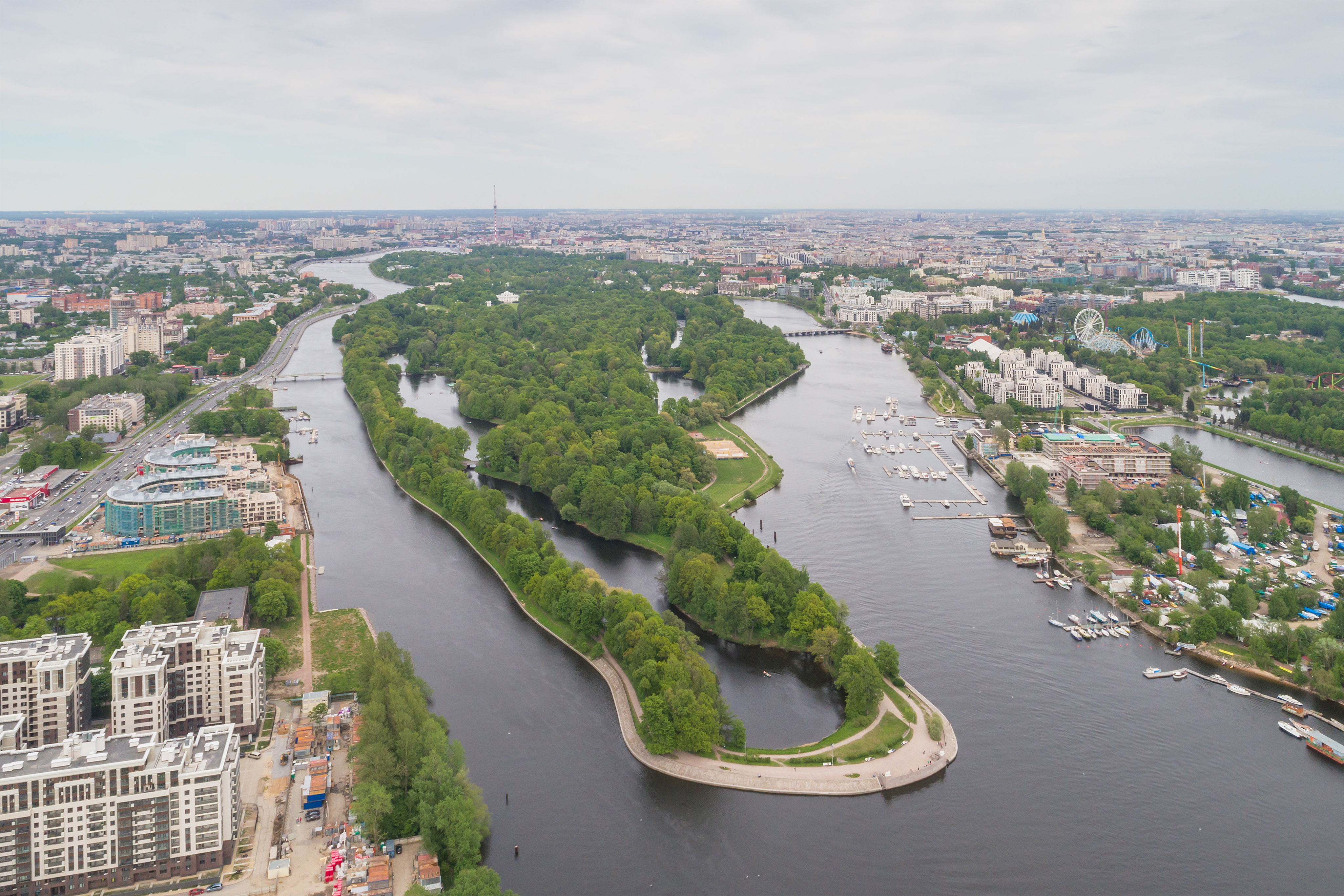
Île Elaguine

Après la guerre, des ensembles remarquables sont créés: la Place du Palais, l'Amirauté, de la Place Saint-Isaac, la flèche (Strelka) de l'Île Vassilievski. Le rôle des loisirs dans la vie sociale des citadins apparaît de manière plus précise avec des ensembles tels que des parcs, l'Île Elaguine, l'Île de pierre, etc. Des règles sont prescrites concernant les zones à bâtir pour restreindre celles-ci et d'autres pour limiter la hauteur des constructions. En 1830, l'interdiction de construire en bois est imposée pour toute la ville. En 1832, des mesures sont prises pour la construction des ponts et des trottoirs. En 1833, les emplacements des zones industrielles sont réglementés. Le centre de gravité de la construction industrielle se déplace sur la côte de la Baltique du côté de Vyborg, dans la partie ouest de l'Île Vassilievski et au sud, par-delà le canal Obvodny.

### Seconde moitié duXIXesiècle— début duXXesiècle

#### 1836—1880

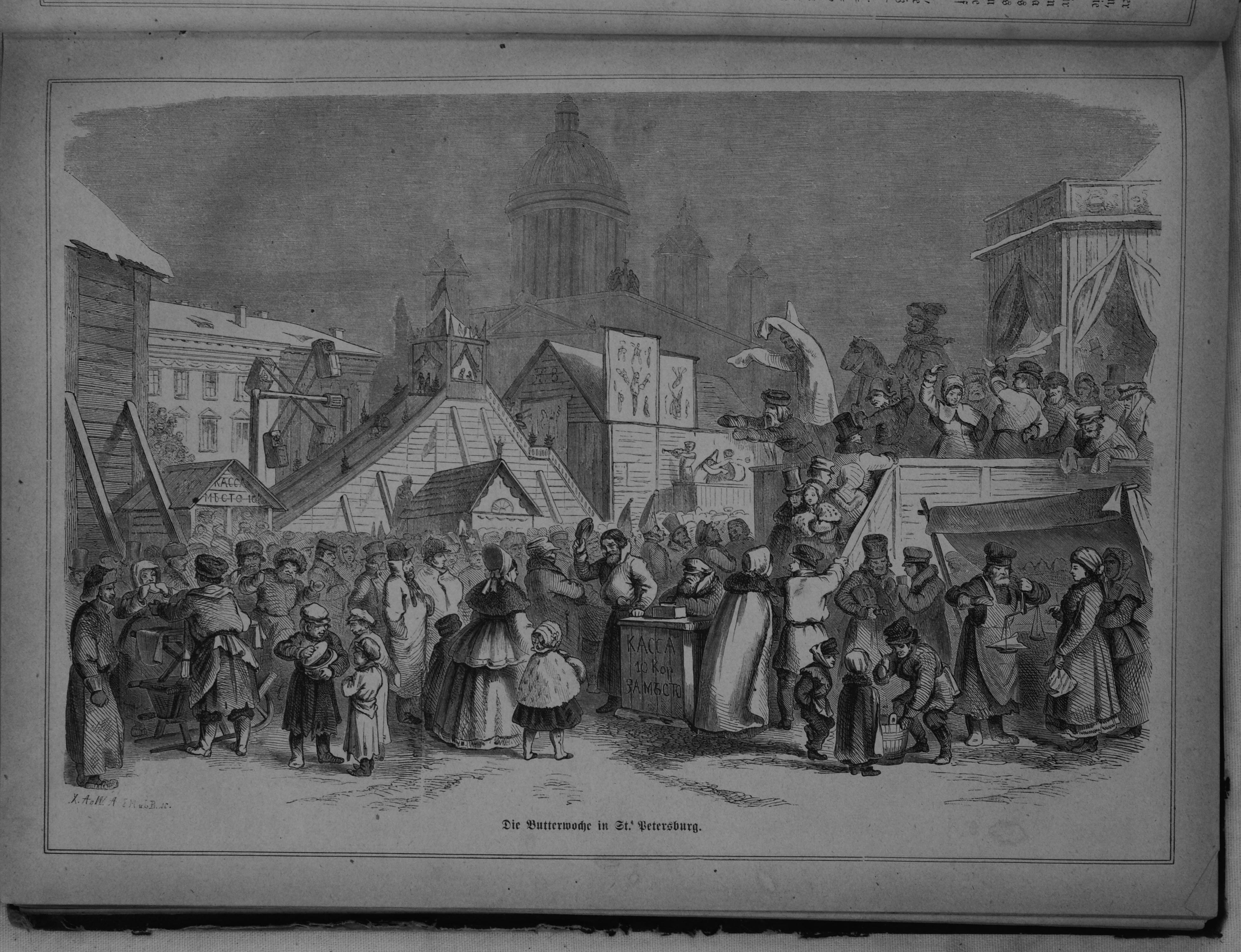
Foire populaire à Saint-Pétersbourg, Die Gartenlaube, 1869.

Au milieu du XIXe siècle, le développement économique et social entraîne, en architecture, la disparition des ordres et des grands principes d'uniformité. À partir du milieu des années 1840, une série de restrictions qui étaient imposées jusque-là disparaissent qui concernaient la couleur des façades et des dispositions propres aux maisons d'habitation. La référence au classicisme s'éloigne et apparaissent des valeurs choisies appartenant à des styles et genres différents qui sont mélangés (architecture éclectique en Russie). À partir des années 1860, la construction de bâtiments en briques et en métal se développe fortement. La gestion urbanistique de l'époque est assez efficace et c'est ce qui permet à la ville de Saint-Pétersbourg à la fin du XIXe siècle de multiplier par vingt le volume du bâti.

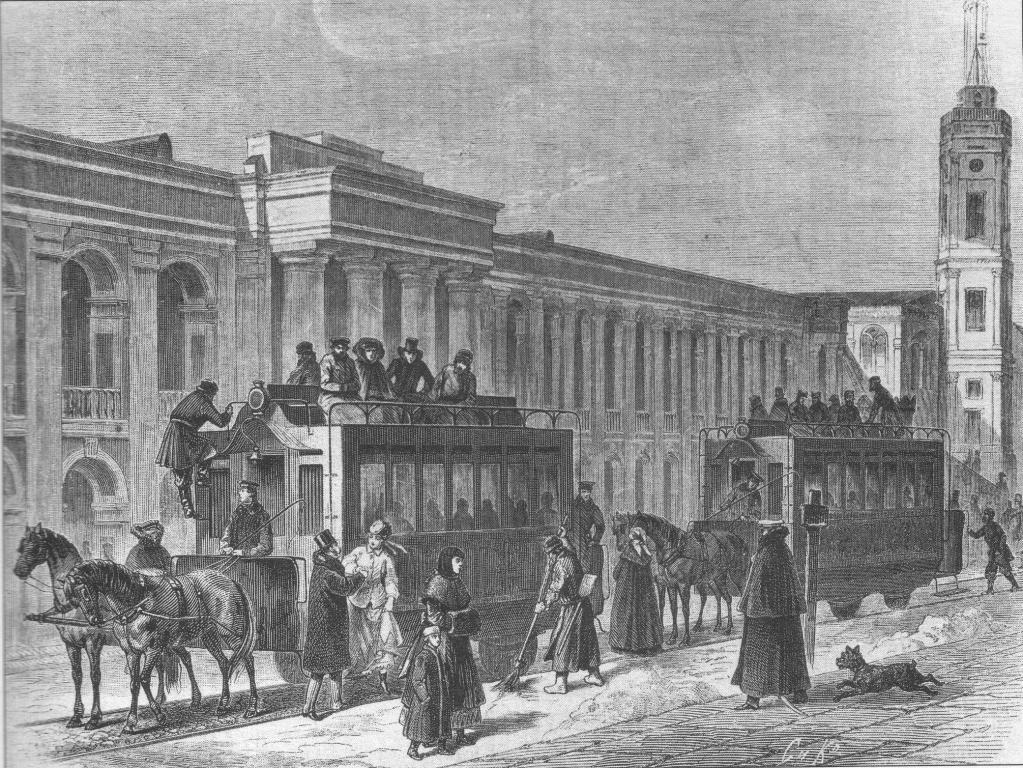
Tramway hippomobile sur la perspective Nevski vers 1860-1880

Depuis les années 1860 sont créés des systèmes de canalisation de l'eau de pluie dans les principales artères de la ville en commençant par la rue Gorokhovaia et la perspective de l'Île de pierre. Des tentatives d'amélioration du système d'égouts de la ville sont réalisées pour évacuer les eaux usées, qui ne sont pas mélangées aux eaux de pluie. Les canaux à ciel ouvert et les petites rivières sont recouverts pour devenir souterrains. En 1861 sont construits à la fois la principale station de pompage d'eau et le réseau de distribution.
Les centres industriels sont pour la plupart construits en périphérie : dans le faubourg de Vyborg, au sud du canal Obvodny. Les chemins de fer font leur apparition et avec eux la Gare de Vitebsk (1837), la Gare de Moscou 1851), la Gare de Varsovie, la Gare de Saint-Pétersbourg-Baltique (1853), la Gare de Finlande (1870). Les ports de Kronstadt et de l'île Vassilievski.

#### 1881—1900

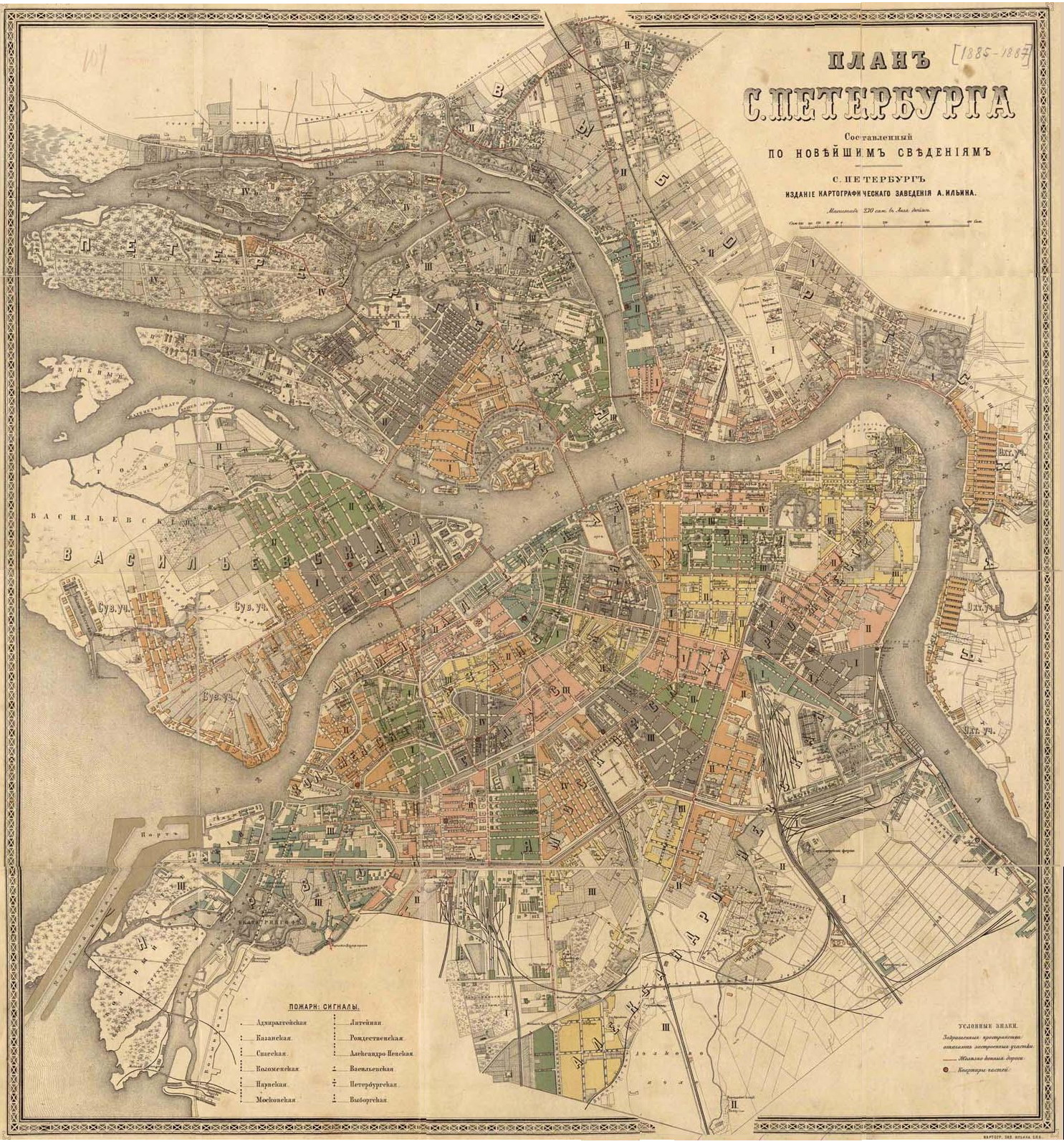
Plan de Saint-Pétersbourg vers 1885—1887

À la fin du XIXe siècle, se produit une vague d'industrialisation capitaliste qui intensifie le développement des banlieues urbaines. La ville de Saint-Pétersbourg devient un puissant centre de transport, des systèmes de transports ferroviaires sont réalisés sur les rives gauches et droite de la Neva. Le canal marin et le port marin de la ville sont construits sur l'Île de Goutouevski (18781885).

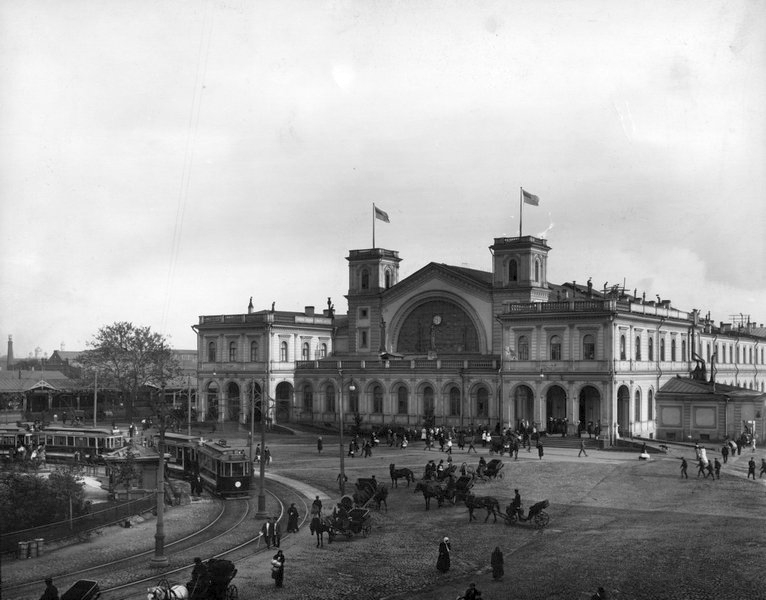
Gare de Saint-Pétersbourg-Baltique en 1900

La construction de logements se développe. En 1900, la population de la ville même est de 1 248 000 habitants et avec ses faubourgs de 1 439 000 habitants (plus qu'à Moscou, mais moins qu'à Londres, New York, Paris, Berlin et Vienne). À la fin du siècle, la population augmente d'environ 40 000 habitants par an, principalement du fait de l'arrivée de paysans qui travaillent en ville et d'étudiants. Par année, jusqu'à 500 maisons sont construites. Leur hauteur est autorisée jusqu'à 11 sagènes (plus de 23 mètres et 5-6 étages), mais cela ne suffit pas. La population qui continue d'arriver est logée en bordure des zones industrielles, dans des maisons-casernes, dans des baraques en bois. Autour de Saint-Pétersbourg et jusqu'en Finlande se créent des dizaines de colonies de banlieue de petites datchas.

#### 1901—1916

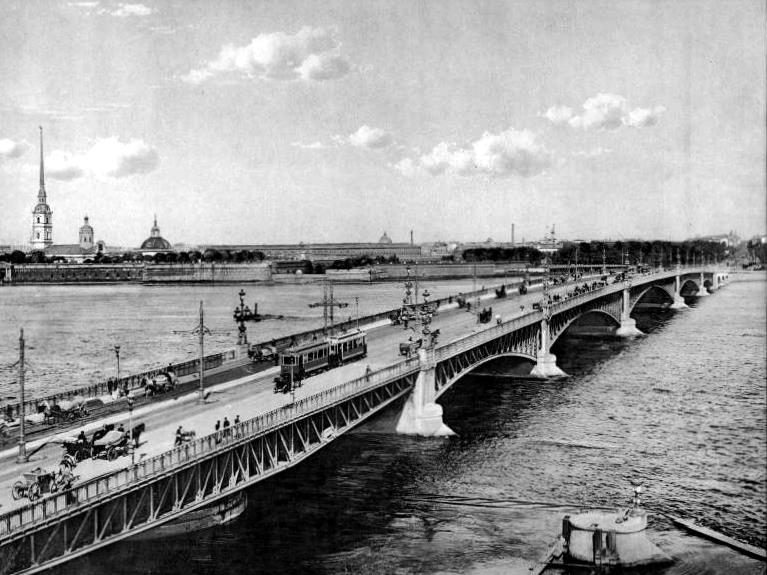
Pont de la Trinité inauguré pour le bicentenaire de la ville en 1903

Au début du XXe siècle, la croissance de la ville s'est encore accélérée. La population a augmenté de plus de 60 000 personnes par an, et, en 1917, elle était passée à 2,4 millions d'habitants. La zone de la partie centrale de la ville occupait une surface de 150 km2 environ. Parmi les bâtiments prérévolutionnaires qui ont subsisté jusqu'à nos jours, 10 % avaient été construits avant 1830, 30 % entre 1830 et 1900 et environ 60 % après 1900 .
De 1901 à 1910, plusieurs variantes du Plan du projet d'aménagement de la ville de Saint-Pétersbourg sont créées. En général, les plans n'ont pas été exécutés, mais des programmes séparés ont été réalisés. Des projets de métros, de ponts et de routes ont été développés.